# 二氯三(三苯基膦)钌(II)
二氯三(三苯基膦)钌(II)是钌的一个配位化合物。它是棕色固体，可溶于诸如苯的有机溶剂。它是其他配合物（包括均相催化所用的配合物）的合成前体。

## 合成和基本性质
RuCl2(PPh3)3由三水合三氯化钌与三苯基膦的甲醇溶液反应而成。
2 RuCl3(H2O)3 + 7 PPh3 → 2 RuCl2(PPh3)3 + 2 HCl + 5 H2O + OPPh3
RuCl2(PPh3)3为五配体配合物，配位域呈八面体形，其中有一个配位位点被苯基的一个氢原子占有。Ru-H抓氢键长（2.59 Å）而弱。由Ru-P键长的差异（2.374 Å、2.412 Å和2.230 Å）可见，这个化合物不太对称。Ru-Cl键长都是2.387 Å。

## 反应
RuCl2(PPh3)3在过量三苯基膦中会与第四个膦结合，生成黑色的RuCl2(PPh3)4。三膦和四膦配合物中的三苯基膦配体可容易替代为其他配体。四膦配合物是格拉布催化剂的合成前体。
二氯三(三苯基膦)钌(II)在碱性环境中能与氢反应，生成紫色的HRuCl(PPh3)3一氢化物。
RuCl2(PPh3)3 + H2 + NEt3 → HRuCl(PPh3)3 + [HNEt3]Cl
二氯三(三苯基膦)钌(II)与一氧化碳反应，形成二氯二羰基三(三苯基膦)钌(II)的所有反式异构体。
RuCl2(PPh3)3 + 2 CO → trans,trans,trans-RuCl2(CO)2(PPh3)2 + PPh3
这个生成物在重结晶时会异构化成顺式加成物。用1,2-双(二苯基膦)乙烷处理RuCl2(PPh3)3后，会形成trans-RuCl2(dppe)2。
RuCl2(PPh3)3 + 2 dppe → RuCl2(dppe)2 + 3 PPh3
RuCl2(PPh3)3能催化甲酸在胺的存在下分解成二氧化碳和氢气的反应。

## 有机合成的用途
RuCl2(PPh3)3能催化氧化反应、还原反应、交叉偶联反应、环化反应和异构化反应。它用于氯烃与烯的卡拉施加成反应。
二氯三(三苯基膦)钌(II)是烯、硝基化合物、酮、羧酸和亚胺的氢化反应的催化剂前体。此外，在過氧化叔丁醇的存在下，它也能催化烷、酰胺和叔胺的氧化反应，分别生成叔醇、t-丁基二氧代酰胺和α-(t-丁基二氧代酰胺)。在其他过氧化物、氧和丙酮的存在下，RuCl2(PPh3)3能将醇氧化成醛或酮。二氯三(三苯基膦)钌(II)也能催化胺与醇的N-烷基化。
在路易斯酸的存在下，RuCl2(PPh3)3可以通过sp3碳原子的C-H活化反应高效催化醇的交叉偶联反应，形成碳-碳键。